# 希思罗机场三号航站楼
希思罗机场三号航站楼（英語：Heathrow Terminal 3）是希思罗机场的一个航站楼。三号航站楼目前由寰宇一家成员和部分不结盟航司使用。三号航站楼亦为维珍航空的营运基地。

## 历史

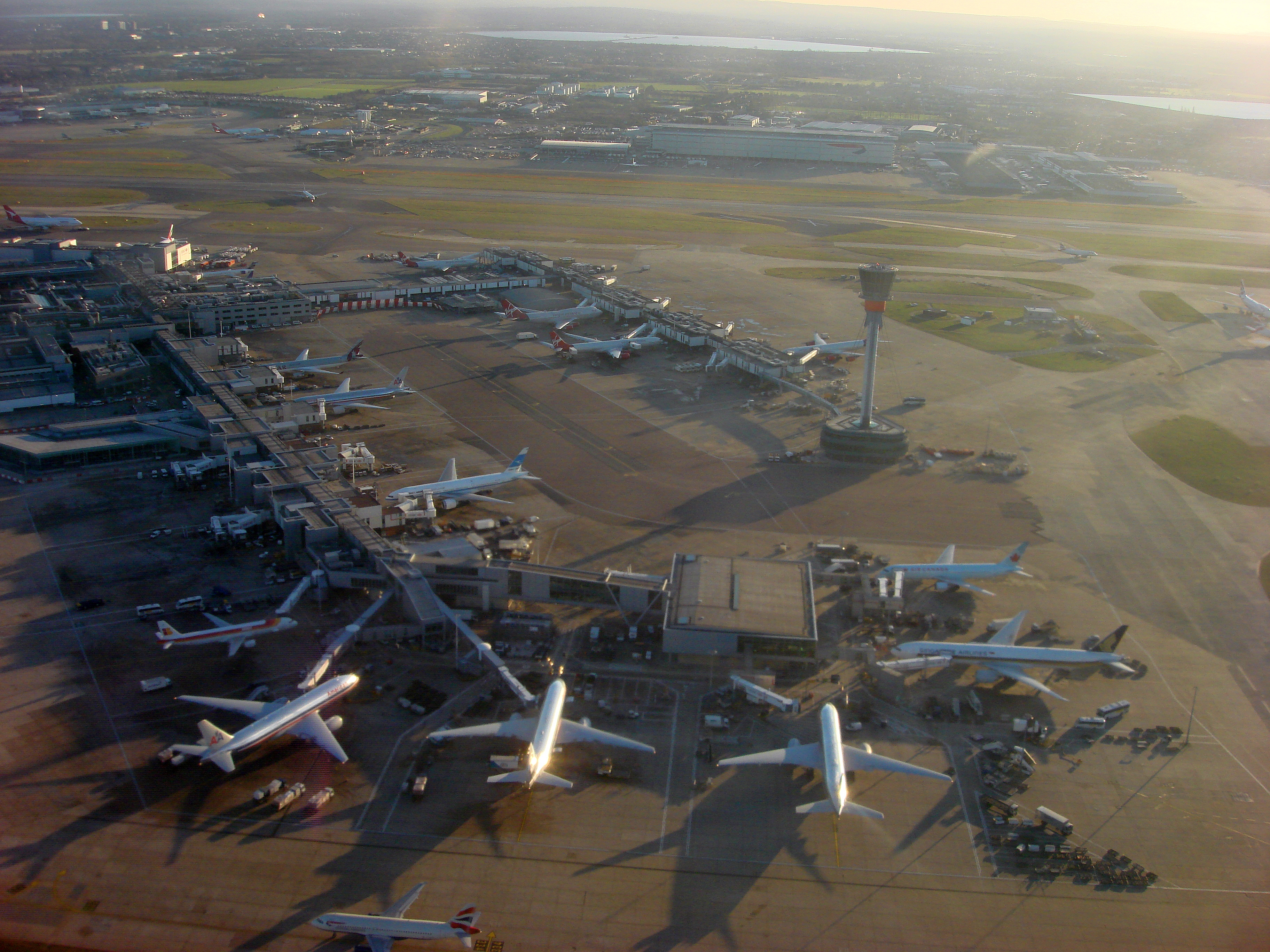
希思罗机场三号航站楼鸟瞰图

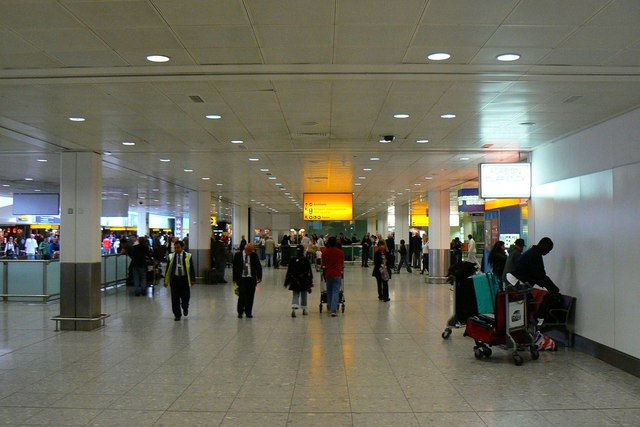
3号航站楼到达区

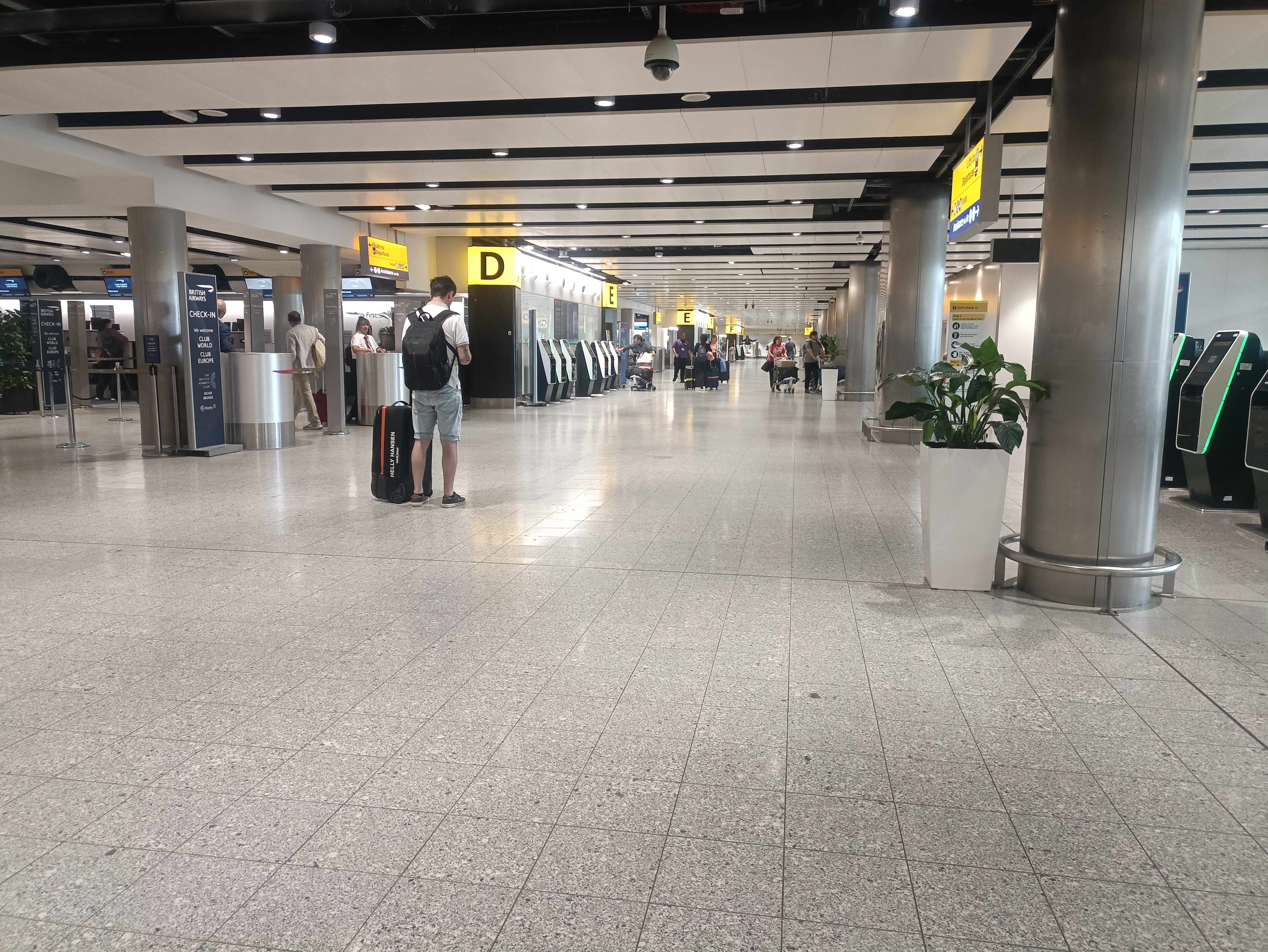
3号航站楼离境区

3号航站楼于1961年11月13日投运，原名大洋航站楼（英語：Oceanic Terminal）；该航站楼专营长途航线。1968年更名为三号航站楼，1970年扩建到达区。此外还设置了全英第一条電動步道。英国海外航空、泛美航空和环球航空在1960年代和 1970年代间为三号航站楼的主要用户。1969年，航站楼进行翻新以应对1970年1月23日首航英国的波音747。泛美航空于1990年将其所有的希思罗机场航权出售给联合航空，环球航空于1992年将航权出售给美国航空。
航站楼于1987年至1990年间耗资1.1亿英镑翻新。2006年，机场当局耗资1.05亿英镑改造六号登机口以迎接空客A380；阿联酋航空和澳洲航空目前以空客A380执飞飞往希思罗三号航站楼的航班。三号航站楼前部于2007年完成重建，此次工程加建了一个新的四车道下客区和一个大型步行广场，并在航站楼前部加盖雨棚。这些设施旨在改善乘客体验、减少交通拥堵并提高安全程度。作为该项目的一部分，维珍航空获指配“A区”为专属登机区，该区域设有大型雕塑和中庭。迄2013年，三号航站楼的面积为98,962平方（1,065,220平方英尺） 。
希思罗机场有限公司还计划耗资十亿英镑，在未来十年内对三号航站楼其他部分进行翻新。连接五号航站楼的新行李系统（用于供旅客转乘英航航班）目前正在建设中。除行李系统外，行李提取大厅也将会部署A380专用行李传送带并改进行李提取区的设计和布局。
2020年，因应COVID-19大流行，三号、四号航站楼暂停营运，原在三号、四号航站楼到发的所有航班暂时转场到二号、五号航站楼。火车站和地铁站仍然为二号航站楼提供服务。维珍航空和达美航空于2021年7月15日恢复在三号航站楼的服务。

## 使用三号航站楼的航空公司
维珍航空主营三号航站楼。英航、阿航、达美、国泰和澳航是三号航站楼的其他主要用户。

### 寰宇一家成员
三号航站楼供寰宇一家的大多数成员使用：美国航空（往纽约肯尼迪、达拉斯/沃思堡、洛杉矶和迈阿密的航班使用五号航站楼）、国泰航空、芬兰航空、日本航空、澳洲航空、皇家约旦航空和斯里兰卡航空。同样使用五号航站楼的英国航空亦在此运营部分航班。而西班牙国家航空 （仅使用五号航站楼）、马来西亚国际航空、摩洛哥皇家航空和卡塔尔航空（均仅使用四号航站楼）不使用三号航站楼。国际航空集团子公司伏林航空（非寰宇一家成员）亦使用该航站楼。只有伏林航、英航和芬航在此提供短途航班服务。

### 非航空联盟成员
使用三号航站楼的不结盟航司包括阿联酋航空、首都航空、伊朗航空、巴西南美航空、巴基斯坦国际航空和菲律賓航空。阿曼航空在2014年转场至四号航站楼前在此营运。

### 天合联盟成员
七家天合联盟成员航空公司使用三号航站楼：法國航空、達美航空、肯尼亚航空、荷蘭皇家航空、中華航空、大韓航空、维珍航空和中东航空。达美航空于2016年9月14日将所有航班转转场至三号航站楼，以便旅客换乘达美合作伙伴維珍航空的航班。

### 星空联盟成员
现时没有任何星空联盟成员使用三号航站楼，大多数星空联盟航空公司目前使用二号航站楼。
星空联盟成员中，加拿大航空、中国国际航空、全日本空输、埃及航空、埃塞俄比亚航空、长荣航空、北欧航空、新加坡航空、泰国国际航空和土耳其航空曾经使用三号航站楼。

## 地面交通

### 航站楼间接驳
三号号航站楼通过地下通道连接二号航站楼。与四号、五号航站楼的接驳通过免费服务希思罗机场快线实现。伦敦地铁服务也可免费在T3、T4和T5间往返（前者需要在哈顿十字站换乘）。
此外，中央巴士站（为使用T2/T3的旅客服务）与其他航站楼间有多条摆渡车线路连接。然而铁路运输对于携带行李的旅客显得更快，更方便。

### 公路连接
作为希思罗机场三座中央航站楼的一部分，三号航站楼通过M4机场支线和北跑道（09L/27R）下方的隧道与M4高速公路连接。

### 铁路连接
乘坐伦敦地铁皮卡迪利线的旅客可在希斯洛機場第2、3航廈站前往三号航站楼，旅客可搭乘地铁列车经伦敦市中心前往卡克福斯特斯站。伦敦交通局铁路和希思罗机场快线利用希思罗机场2号和3号航站楼火车站与二号航站楼接驳，与倫敦帕丁頓车站连接。伦敦交通局在希思罗T2/T3的铁路服务在2022年5月24日由橫貫鐵路取而代之，行车密度从每小时两班（大约每30分钟一班）增加到每小时四班（大约每15分钟一班）。

### 公交连接
使用三号航站楼的旅客可从希思罗中央汽车站乘坐公共汽车和长途汽车。
国家快速长途汽车服务运营连接盖特威克机场、斯坦斯特德机场、卢顿机场和英国其他城市的快车服务。